# Виткук
Виткук (на албански: Vithkuq или Vithkuqi) е село в Албания, община Корча, област Корча. Селото традиционно има влашко население.

## История
В XVII – XVIII век става местен център на култура и търговия. В града има няколко църкви и манастири, които са построени по време на разцвета му.
Църквите „Света Богородица“ и „Свети Архангел Михаил“ от 1963 година са културен паметник на Албания под № 70 и 71.
До 2015 година селото е център на самостоятелна община.

## Личности
Родени във Виткук
- Наум Векилхарджи (1797 – 1846), албански писател
- Никодим Виткукски (? – 1722), новомъченик
- Константинос Панайоту Татис (1787 – 1864), гръцки общественик
- Стефанос Татис (1825 – 1910), гръцки общественик

Свързани с Виткук
- Константинос Стефану Татис (1860 – 1926), гръцки общественик, по произход от Виткук